# Clinton (Tennessee)
Clinton ist eine Stadt (mit dem Status „City“) und Verwaltungssitz des Anderson County im US-amerikanischen Bundesstaat Tennessee. Das U.S. Census Bureau hat bei der Volkszählung 2020 eine Einwohnerzahl von 10.056 ermittelt.
Clinton ist Bestandteil der Knoxville Metropolitan Statistical Area, der Metropolregion um die Stadt Knoxville.

## Geographie
Clinton liegt im Osten Tennessees in den südwestlichen Appalachen. Die Stadt liegt beiderseits des Clinch River, der über den Tennessee River und den Ohio zum Stromgebiet des Mississippi gehört.
Die geographischen Koordinaten von Clinton sind 36°06′12″ nördlicher Breite und 84°07′55″ westlicher Länge. Das Stadtgebiet erstreckt sich über eine Fläche von 31,1 km², die sich auf 29,6 km² Land- und 1,5 km² Wasserfläche verteilen.
Benachbarte Orte von Clinton sind Rocky Top (14,4 km nördlich), Norris (13 km nordöstlich), Powell (17,5 km südöstlich) und Oak Ridge (18,8 km südwestlich).
Das Stadtzentrum von Knoxville liegt 30 km südöstlich. Die nächstgelegenen weiteren Großstädte sind Lexington in Kentucky in (253 km nördlich), Charlotte in North Carolina (395 km ostsüdöstlich), Atlanta in Georgia (346 km südlich), Chattanooga (190 km südwestlich), Nashville (278 km westlich) und Louisville in Kentucky (360 nordnordwestlich).

## Verkehr
Der U.S. Highway 25 W führt in Nord-Süd-Richtung als Hauptstraße durch Clinton und trifft im Zentrum auf die Tennessee State Routes 9 und 61. Alle weiteren Straßen sind untergeordnete Landstraßen, teils unbefestigte Fahrwege sowie innerörtliche Verbindungsstraßen.
Im Stadtgebiet von Clinton treffen für den Frachtverkehr mehrere Eisenbahnlinien aufeinander.
Der nächste Flughafen ist der 53,2 km südlich gelegene McGhee Tyson Airport in Alcoa, südlich von Knoxville.

## Bevölkerung
Nach der Volkszählung im Jahr 2010 lebten in Clinton 9841 Menschen in 4419 Haushalten. Die Bevölkerungsdichte betrug 332,5 Einwohner pro Quadratkilometer. In den 4419 Haushalten lebten statistisch je 2,2 Personen.
Ethnisch betrachtet setzte sich die Bevölkerung zusammen aus 94,9 Prozent Weißen, 2,0 Prozent Afroamerikanern, 0,3 Prozent amerikanischen Ureinwohnern, 0,5 Prozent Asiaten sowie 0,3 Prozent aus anderen ethnischen Gruppen; 1,9 Prozent stammten von zwei oder mehr Ethnien ab. Unabhängig von der ethnischen Zugehörigkeit waren 1,7 Prozent der Bevölkerung spanischer oder lateinamerikanischer Abstammung.
21,0 Prozent der Bevölkerung waren unter 18 Jahre alt, 59,7 Prozent waren zwischen 18 und 64 und 19,3 Prozent waren 65 Jahre oder älter. 53,0 Prozent der Bevölkerung war weiblich.

Das mittlere jährliche Einkommen eines Haushalts lag bei 39.614 USD. Das Pro-Kopf-Einkommen betrug 21.966 USD. 11,4 Prozent der Einwohner lebten unterhalb der Armutsgrenze.